# Abel Gower
Abel Anthony James Gower est un consul britannique né le 30 juillet 1836 à Livourne en Italie et peut-être mort en 1899. Il fut nommé à deux postes au Japon pendant la période du bakumatsu (1853-1867) : Nagasaki et Hakodate. Il était aussi photographe amateur.
Après une expérience en Chine, il intégra la légation britannique au temple de Tōzen-ji à Edo (actuel Tokyo), dans l'équipe de Rutherford Alcock. En 1863, il participa au bombardement de Kagoshima. En 1866, il devint consul à Hakodate sur l'ile de Hokkaidō après avoir été consul à Nagasaki, sur l'île de Kyūshū.
Pendant très longtemps, on pensait que les photographies en provenance d'Asie que recevait la firme londonienne Negretti & Zambra étaient prises soit par Walter B. Woodbury soit par Abel Gower. On sait maintenant qu'il s'agissait du photographe suisse Pierre Rossier. Fait intéressant, la collection de photographies de l'université de Leyde comprend un portrait, prétendumment de Gower, signé "P. Rossier", alors qu'en 1859, Rossier et Gower s'était rencontrés sur le HMS Sampson qui faisait le trajet de Nagasaki à Edo.